# Лісиці (Мазовецьке воєводство)
Лісиці (пол. Lisice) — село в Польщі, у гміні Тересін Сохачевського повіту Мазовецького воєводства.
Населення — 64 особи (2011).
У 1975-1998 роках село належало до Скерневицького воєводства.

## Демографія
Демографічна структура станом на 31 березня 2011 року:
|          | Загалом | Допрацездатний вік | Працездатний вік | Постпрацездатний вік |
| -------- | ------- | ------------------ | ---------------- | -------------------- |
| Чоловіки | 26      | 5                  | 15               | 6                    |
| Жінки    | 38      | 5                  | 21               | 12                   |
| Разом    | 64      | 10                 | 36               | 18                   |